# Academia Española de Bellas Artes de Roma

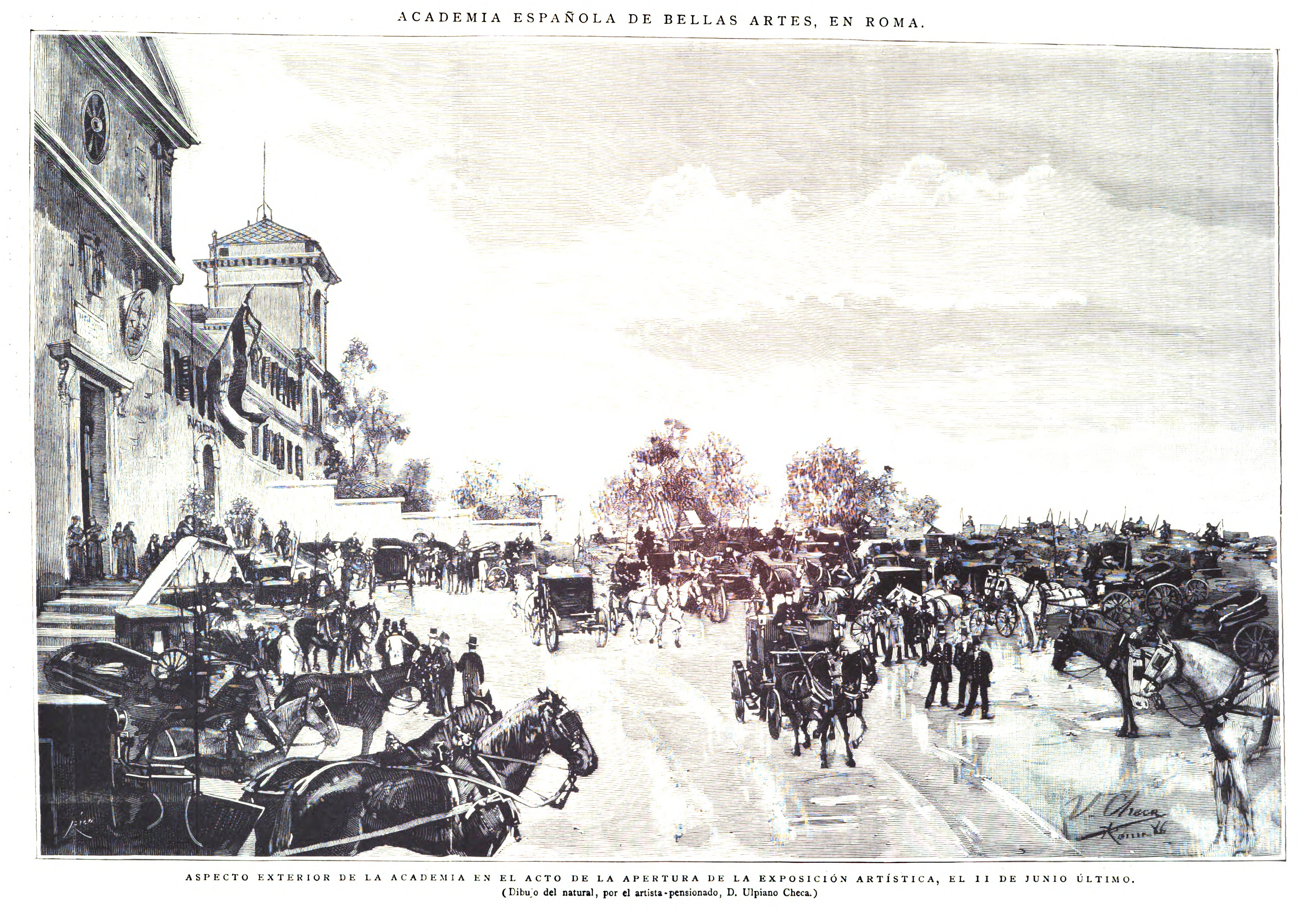
«Academia Española de Bellas Artes, en Roma. Aspecto exterior de la academia en el acto de la apertura de la exposición artística, el 11 de junio último» (La Ilustración Española y Americana, 8 de julio de 1886).

La Academia Española de Bellas Artes de Roma fue una institución española en la ciudad italiana de Roma, fundada en 1873 y dependiente de la Real Academia de Bellas Artes de San Fernando, dedicada al fomento del estudio y estímulo de las bellas artes y donde se formaron grandes pintores y escultores españoles que viajaron a la misma pensionados por el Estado.

## Historia
Fue creada por iniciativa del político y hombre de letras Emilio Castelar y se inauguró en esta sede del antiguo convento de San Pietro in Montorio en 1881 bajo el reinado de Alfonso XII, siendo director José Casado del Alisal, que había sucedido al primero de ellos, el famoso pintor Eduardo Rosales. La han dirigido también insignes artistas, historiadores o escritores como Vicente Palmaroli, Mariano Benlliure, Ramón María del Valle Inclán, el Marqués de Lozoya, Antonio Blanco Freijeiro y Enrique Pérez Comendador.
Asimismo, por sus estudios han pasado nombres destacados en los más diversos campos de la cultura española destacando los hermanos Benlliure, Ricardo Bellver, Heliodoro Guillén Pedemonti, Dióscoro Puebla, Marceliano Santa María, Tomás García Sampedro, Joaquín Sorolla, Antonio Ortiz Echagüe, Joaquín Valverde Lasarte, el Premio Pritzker Rafael Moneo, Luis Moreno Mansilla, Jesús Mª Aparicio, Juan Francisco Casas, Antonio Zarco, Daniel Canogar, Sergio Belinchón, Antón García Abril, Germán Gómez González, Naia del Castillo, Juan Olivares, Guillermo Pérez Villalta, Manuel Sáez, Enrique Simonet, Juan Navarro Baldeweg, Ignacio Pinazo, Francisco Pradilla, Carmelo Pastor, José Moreno Carbonero o Alberto Morell Sixto, Eduardo Valderrey, Miguel Villarino y Moisés de Huerta.
Ubicada en San Pietro in Montorio, su estructura se reguló por última vez en 1973, cuando se la hizo depender del Gobierno de España y ya no de la Real Academia de San Fernando.
En 1984 la academia como tal desapareció, para incorporarse a la Escuela de Arqueología, que pasó a denominarse Academia Española de Historia, Arqueología y Bellas Artes en Roma, dependiente del Consejo Superior de Investigaciones Científicas. En 1998 se volvió a desdoblar la sección de Historia y Bellas Artes, pero integrando ésta en la Academia de España en Roma, regulada definitivamente en 2001 y dependiente del Ministerio de Asuntos Exteriores.